# Comuna Lozuvata, Uleanovka
Lozuvata (în ucraineană Лозувата) este o comună în raionul Uleanovka, regiunea Kirovohrad, Ucraina, formată din satele Delfinove, Lozuvata (reședința) și Zmiiove.

## Demografie
Componența lingvistică a comunei Lozuvata
     Ucraineană (97,93%)
     Română (1,27%)
     Alte limbi (0,75%)
Conform recensământului din 2001, majoritatea populației comunei Lozuvata era vorbitoare de ucraineană (97,93%), existând în minoritate și vorbitori de română (1,27%).